# Dalu, Anhui
Dalu (kinesiska: 大路) är en socken i östra Kina. Den ligger i Lingbi härad i staden Suzhou i provinsen Anhui, omkring 220 kilometer norr om provinshuvudstaden Hefei. Antalet invånare är 29905. Befolkningen består av 15 238 kvinnor och 14 667 män. Barn under 15 år utgör 24,0 %, vuxna 15-64 år 64 %, och äldre över 65 år 11,0 %.